# Pritchett
Pritchett é uma cidade  localizada no estado americano de Colorado, no Condado de Baca.

## Demografia
Segundo o censo americano de 2000, a sua população era de 137 habitantes.
Em 2006, foi estimada uma população de 122, um decréscimo de 15 (-10.9%).

## Geografia
De acordo com o United States Census Bureau tem uma área de
0,6 km², dos quais 0,6 km² cobertos por terra e 0,0 km² cobertos por água. Pritchett localiza-se a aproximadamente 1474 m acima do nível do mar.

## Localidades na vizinhança
O diagrama seguinte representa as localidades num raio de 48 km ao redor de Pritchett.